# Birdman (rapero)
Bryan Christopher Brooks (nacido el 15 de febrero de 1969), conocido por su nombre artístico de Birdman o Baby, es un rapero estadounidense. Es el cofundador de la exitosa compañía discográfica Cash Money Records.

## Biografía
Nació en New Orleans, Luisiana, Williams y su hermano, Ronald "Suga Slim" Williams, tienen su propia compañía discográfica Cash Money Records. Sacó un disco en 1993 llamado "I Need a Bag of Dope" con el nombre de B-32 (que quería decir Baby with the 32 golds). Bajo el alias Baby, a.k.a. The Birdman, Williams grabó varios álbumes con el productor Mannie Fresh con su grupo, Big Tymers, formado por ambos, y llevó las riendas de la compañía discográfica firmando a gente como Juvenile, B.G., y Turk.
Williams y su hermano Ronald fundaron Cash Money Records en 1991. 
La discográfica rápidamente firmó para su sello a Pimp Daddy, Lil Slim, Kilo G y a los grupos PxMxWx (Big Man, Big Heavy y Dj Crack-Out) y U.N.L.V. (Yella Boy, Lil Ya y Tec-9). Además, Williams a sabiendas de que necesitaba jóvenes valores contrato al joven B.G. y al legendario DJ local, Byron "Mannie Fresh" Thomas, que se involucró en el proyecto tras finalizar su dúo junto a Gregory D. A su vez y después de lanzar el primer disco del sello, (Kilo G - The Sleepwalker), Lil' Slim hablo con los hermanos Williams para traerles al joven Lil' Wayne, que por aquel entonces estaba en la escuela para que se uniese con B.G. y formasen el grupo B.G.'z. 
La compañía logró mayor éxito comercial cuando Williams consiguió que Juvenile firmase un contrato con su sello, ya que ya había empezado a destacar por todo New Orleans junto a Dj Jimi. Más tarde se unieron a la familia Lil Derrick aka Bullet Proof y Young Turk que al apostre fue el cuarto miembro del legendario grupo Hot Boys. Hasta 1997 en toda la escena underground de Luisiana, los discos de UNLV, Lil Slim, Kilo G, Mr. Ivan, Ms. Tee, Juvenile y B.G. reportaron grandes números de copias así como de éxito lo que propició que el sello firmase en 1997 un acuerdo de distribución millonario con Universal. Esto hizo que los artistas pioneros en el sello saliesen de la discográfica entre diversas disputas financieras como son los ejemplos de U.N.L.V., Lil Slim, Mr. Ivan, Kilo G y Ms. Tee. Pimp Daddy falleció asesinado.
Estos problemas se repitieron en el 2001, tras la gran época dorada de Cash Money, donde algunos artistas como Juvenile o B.G., cuestionaron la situación financiera, así como el cumplimiento de contrato de Brian Williams. Algunos de sus artistas afirmaban sentirse estafados ya que utilizaba sus ganancias para sus lujosos hábitos. Turk poco después se sumó a estas acusaciones y dejó el sello fichando por la discográfica underground, Laboratory Recordz, del productor Ke'Noe. 

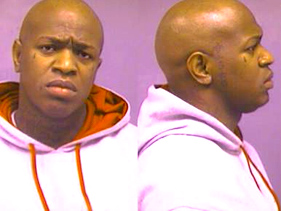
Fotos del arresto de Birdman en el 2007.

De esa manera 2001 Juvenile, B.G. y Turk dejaron la compañía, quedando sólo Lil' Wayne y Big Tymers. Juvenile, después de intentar lanzar su sello (UTP Records) volvió en 2003 para grabar un álbum definitivo que le reportase dinero y de esta manera poder lanzar definitivamente UTP a la escena sureña. Siendo estos los años más críticos de Cash Money, sin artistas apenas y tras el fracaso de Lil' Wayne con su 500 Degreez, ese mismo año, Williams renueva el acuerdo con Universal, en esta ocasión por 100 millones de dólares.
Williams ha sido conocido por su insultante riqueza, siempre con joyas carísimas, con ropa de diseñador y con numerosos coches de lujo y exóticos, alrededor de 30, nada más y nada menos. También ha firmado acuerdos con Sean John Clothing Limited, Jacob the Jeweler, y Aire Watch Co. USA. Su contrato con Lugz le permitió poner en el mercado sus propias zapatillas, bajo el modelo de "Birdman - Lugz".
Hoy en día, Lil' Wayne es el presidente de Cash Money, mientras Williams continúa de propietario y CEO. Actualmente Williams reside en Miami ya que tras el Katrina todas sus casas se destruyeron. 
Rondando 2006 hizo un álbum en colaboración con Lil' Wayne, el cual llegó a la tercera posición en los Estados Unidos y vendió más de 761.958 copias.
En 2007 salió a la venta "5 * Stunna", álbum en el que colabora gente como Rick Ross, Lil Wayne, Young Jeezy, Dre o DJ Khaled. El álbum ha vendido hasta el momento 378.321 copias. Anunciaría, ya por 2008, que tenía planeado sacar dos discos más para 2009 uno en solitario y otro con Rick Ross. A principios de 2011 se estimó que su fortuna ascendía a 100 millones de dólares.
Por fin en 2013 su álbum en colaboración con Ross vería la luz en el mes de mayo, tras varios problemas con su producción.
Tiene previsto sacar su próximo disco en algún momento de 2014, el cual estaba previsto para finales de 2010, pero que acabó atrasándose y en la actualidad está sin fecha, pese a que el artista comento que esta prácticamente acabado.
En 2014 fue declarado el cuarto rapero más rico del mundo, compartido con su hermano Ronald “Slim” Williams, fundadores de Cash Money, tienen 160 millones de dólares cada uno. Por delante de él en la lista se encuentran Jay-Z, Sean Combs y Dr. Dre.

## Discografía

### Álbumes
| Año  | Título                                               | Posición | Posición | Posición |
| Año  | Título                                               | U.S.     | U.S. R&B | U.S. Rap |
| ---- | ---------------------------------------------------- | -------- | -------- | -------- |
| 1993 | I Need a Bag of Dope - Formato: Casete               | -        | -        | -        |

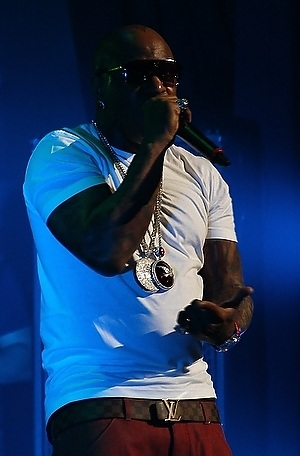
Birdman en el escenario del Club Nokia el 12 de mayo del 2010.

| 2002 | Birdman - Formato: CD, casete, LP, descarga digital  | 24       | 4        | *        |
| 2005 | Fast Money - Formato: CD, LP, descarga digital       | 9        | 4        | 2        |
| 2007 | 5 * Stunna - Formato: CD, LP, descarga digital       | 18       | 3        | 2        |
| 2009 | Pricele$$ - Formato: CD, LP, descarga digital        | 33       | 6        | 3        |
| 2014 | Bigger Than Life - Formato: CD, LP, descarga digital | -        | -        | -        |

### Álbumes de colaboración
| 2006 | Like Father, Like Son (con Lil' Wayne) - Lanzado: 31 de octubre de 2006 | 3 | 1 | 1 | Oro |   |   |   |
| 2013 | The H (con Rick Ross) - Lanzado: 23 de mayo del 2013                    | - | - | - | —   | — | — | — |

## Singles
| Año  | Canción                                                        | U.S. | U.S. R&B | U.S. Rap | Álbum            |
| ---- | -------------------------------------------------------------- | ---- | -------- | -------- | ---------------- |
| 2002 | "Do That" (featuring P. Diddy, Mannie Fresh & Tateeze)         | 33   | 21       | 10       | Birdman          |
| 2003 | "What Happened to That Boy" (featuring Clipse)                 | 45   | 14       | —        | Birdman          |
| 2003 | "Baby You Can Do It" (featuring Toni Braxton)                  | 92   | 30       | —        | Birdman          |
| 2004 | "Shine On" (featuring Lil' Wayne)                              | —    | 75       | —        | Fast Money       |
| 2004 | "Neck of the Woods" (featuring Lil' Wayne)                     | —    | 61       | —        | Fast Money       |
| 2007 | "Pop Bottles" (featuring Lil' Wayne)                           | 38   | 15       | 6        | 5 * Stunna       |
| 2007 | "100 Million" (featuring Young Jeezy, Rick Ross and Lil Wayne) | 118  | 69       | —        | 5 * Stunna       |
| 2008 | "I Run This" (featuring Lil' Wayne)                            | 110  | 79       | —        | 5 * Stunna       |
| 2009 | "Always Strapped" (featuring Lil' Wayne)                       | 65   | 11       | 9        | Priceless        |
| 2009 | "Written On Her" (featuring Jay Sean)                          | —    | —        | —        | Priceless        |
| 2009 | "Money to Blow" (featuring Drake & Lil Wayne)                  | 26   | 2        | 2        | Priceless        |
| 2009 | "4 My Town" (featuring Lil' Wayne & Drake)                     | -    | -        | -        | Priceless        |
| 2010 | "Loyalty" (featuring Lil' Wayne & Tyga)                        | —    | 61       | —        | Bigger Than Life |
| 2010 | "Fire Flame" (featuring Lil' Wayne)                            | 64   | 28       | 14       | Bigger Than Life |
| 2011 | "I Get Money" (featuring T-Pain, Lil' Wayne & Mack Maine)      | —    | 63       | —        | Bigger Than Life |
| 2011 | "Y.U. Mad" (featuring Nicki Minaj & Lil' Wayne)                | 68   | 46       | 25       | Bigger Than Life |
| 2012 | "Born Stunna" (featuring Rick Ross)                            | —    | 45       | 24       | Bigger Than Life |
| 2012 | "Dark Shades" (featuring Lil' Wayne & Mack Maine)              | -    | -        | -        | Bigger Than Life |
| 2012 | "Shout Out" (featuring French Montana & Gudda Gudda)           | -    | -        | -        | Bigger Than Life |

### En álbumes de colaboración
| Año  | Canción                                                          | U.S. Hot 100 | U.S. R&B | U.S. Rap | Álbum                 |
| ---- | ---------------------------------------------------------------- | ------------ | -------- | -------- | --------------------- |
| 2006 | "Stuntin' Like My Daddy" (con Lil' Wayne)                        | 21           | 7        | 5        | Like Father, Like Son |
| 2006 | "Leather So Soft" (con Lil' Wayne)                               | 118          | 41       | 16       | Like Father, Like Son |
| 2007 | "Know What I'm Doin'" (con Lil' Wayne, feat. Rick Ross & T-Pain) | —            | 58       | 22       | Like Father, Like Son |
| 2009 | "Bitch I'm The Shit" (con Rick Ross)                             | -            | -        | -        | The H                 |

### Colaboraciones
| Año  | Canción                                                                                                 | Billboard Top 100 | U.S. R&B | U.S. Rap | Álbum                         |
| ---- | --- | ----------------- | -------- | -------- | ----------------------------- |
| 1999 | "Bling Bling" (B.G. featuring Big Tymers, Lil' Wayne, Juvenile & Turk)                                  | 36                | 13       | 10       | Chopper City in the Ghetto    |
| 2002 | "Bigger Business" (Swizz Beatz featuring Birdman, Jadakiss, Cassidy, Snoop Dogg, Diddy, Ron Isley & TQ) | —                 | 72       | —        | Presents G.H.E.T.T.O. Stories |
| 2003 | "Hell Yeah" (Ginuwine featuring Birdman)                                                                | 17                | 16       | —        | The Senior                    |
| 2003 | "Let's Get Down" (Bow Wow featuring Birdman)                                                            | 14                | 12       | 6        | Unleashed                     |
| 2004 | "Bounce Back" (Juvenile featuring Birdman)                                                              | —                 | 85       | —        | Juve the Great                |
| 2006 | "We Fly High [Remix]" (Jim Jones featuring T.I., P. Diddy, Birdman & Young Dro)                         | 5                 | 4        | 1        | A Dipset's X-Mas              |
| 2006 | "Tuck Ya Ice" (Trick Daddy featuring Birdman)                                                           | 89                | 90       | -        | Back by Thug Demand           |
| 2007 | "We Takin' Over" (DJ Khaled feat. Akon, T.I., Rick Ross, Fat Joe, Birdman & Lil' Wayne)                 | 28                | 26       | 11       | We the Best                   |
| 2008 | "Haters" (Glasses Malone featuring Lil' Wayne & Birdman)                                                | —                 | —        | —        | Beach Cruiser                 |
| 2008 | "Big Baller" (Mack 10 featuring Glasses Malone & Birdman)                                               | —                 | —        | —        | Soft White                    |
| 2008 | "Foolish(Remix)" (Shawty Lo featuring DJ Khaled, Birdman, Rick Ross & Jim Jones)                        | 102               | 29       | 13       | Units in the City             |
| 2009 | "Sun Come Up" (Glasses Malone featuring T-Pain, Rick Ross & Birdman)                                    | —                 | —        | —        | Beach Cruiser                 |
| 2010 | "I Made It (Cash Money Heroes)" (Kevin Rudolf feat. Birdman, Jay Sean & Lil' Wayne)                     | 21                | —        | —        | To the Sky                    |
| 2010 | "Money Talk" (St. Lunatics feat. Birdman)                                                               | —                 | —        | —        | City Free                     |
| 2011 | "Original" (Mystikal feat. Birdman & Lil' Wayne)                                                        | —                 | 80       | —        | Original                      |
| 2012 | "Champions" (Kevin Rudolf feat. Fred Durst, Birdman & Lil' Wayne)                                       | —                 | 80       | —        | Night of Champions            |
| 2015 | "High off my love"(Paris Hilton feat. Birdman)                                                          | —                 |          | —        |                               |